# Gonthaire (évêque)
Pour les articles homonymes, voir Gonthaire.
Gonthaire (en latin : Guntharius), est le dix-septième évêque de Tours, au VIe siècle. 

## Biographie
D'abord abbé du monastère de Saint-Venance, Gonthaire servit notamment d'ambassadeur entre les différents rois francs. Selon Grégoire de Tours, son contemporain, Gonthaire était un homme très sage qui, après avoir été sacré évêque en 552, s'adonna au vin, ce qui le rendit presque stupide ; il était incapable de reconnaître des convives dont la vue lui était très familière et parfois même, les accablait d'injures et de propos désagréables. Gonthaire siégea deux ans, dix mois et vingt-deux jours. Il mourut en 555 et fut enseveli dans la basilique de Saint-Martin.
Il eut pour successeur Euphrône.

### Source primaire
- Grégoire de Tours, Histoire des Francs, Livre X